# Санкт-Петербургская академия постдипломного педагогического образования
Санкт-Петербургская академия постдипломного педагогического образования (Государственное бюджетное учреждение дополнительного профессионального образования
Санкт-Петербургская академия постдипломного педагогического образования имени К.Д. Ушинского) — российский научно-методический центр переподготовки и повышения квалификации педагогов.

## История
Ведёт свою историю с 1864 года, когда был создан Педагогический музей военно-учебных заведений.
Является экспериментальной площадкой Института педагогического образования и образования взрослых РАО.
Зарегистрирована в качестве юридического лица 26 октября 1994 года.
В апреле 2013 года в академии прошла Международная научно-практическая конференция «Чтение детей и взрослых: учебный, научный и научно-популярный тексты».
В ноябре 2013 год в СПбАППО прошли курсы повышения квалификации для преподавателей русского языка и русской литературы из числа зарубежных соотечественников «И мы сохраним тебя, русская речь, великое русское слово…».
4 ноября 2023 года , академии присвоено имя К.Д.Ушинского 
СпбАППО является членом Междисциплинарной экспертной группы.

### Состав
- Институт развития образования[10]
- Институт детства[10]
- Институт общего образования[10]
- Институт психолого-педагогического образования[10]

### Храм святых первоверховных апостолов Петра и Павла
На территории академии действует храм святых первоверховных апостолов Петра и Павла настоятелем которого является священник Митрофанов, Георгий Николаевич.

### Оценки
Примерно половина повышения квалификации учителей в АППО составляют курсы предметно-методической направленности, которые посвящены различным современным технологиям (включая компьютерные). Из них 2 % связано с изучением учителями психологии, психолого-педагогических феноменов и посвящено проблемам воспитания. Столько же составляют курсы о личностном или индивидуальном подходе, развитии творчества или мышления. Записи о развивающем характере образования — чуть больше 1 %. По итогам анкетирования более 850 слушателей (2008 год) и свыше 800 слушателей (2009 год) получены оценки качества их подготовки и пройденных курсов в соответствии с теоретически обоснованными признаками. Курсы АППО направлены преимущественно на повышение квалификации в предметной области, методическую подготовку, а также технологию обучения. Слушатели определяют достаточно высоко Направленность обучения на развитие творчества, ценностных ориентаций (толерантность, сотрудничество, дальнейшее образование), самоанализа, коммуникативной культуры.
В СПбАППО имеется положительный опыт проведения курсовой подготовки, которая направлена на развитие методологической культуры педагогов посредством осуществления исследований и проектов в проблемной области качества образования, хотя подобный опыт ещё не имеет массовое распространение.

### Награды
- Специальный диплом Национальной экологической премии «Экомир 2010».[10]
- Благодарность Администрации Президента РФ за большой вклад в развитие системы образования по итогам Года учителя-2010.[10]

### Интересные факты
В. В. Милонов сообщил, что специалисты СПбАППО предложили ему принять закон об обязательном психологическом тестировании на склонность к насилию над несовершеннолетними.